# Floridai réce
A floridai réce (Anas fulvigula) a madarak osztályának lúdalakúak (Anseriformes)  rendjébe és a récefélék (Anatidae) családjába tartozó faj.
Régebbi rendszerbesorolások a tőkés réce alfajaként sorolták be Anas platyrhynchos fulvigula néven.

## Előfordulása
Az Amerikai Egyesült Államok és Mexikó területén honos.

## Megjelenése
Testhossza 55 centiméter.